# Geschlechtsüberprüfung beim Sport
Geschlechtsüberprüfungen beim Sport sind medizinische und genetische Untersuchungen, die bei Sportwettkämpfen, in denen eine Startberechtigung weiblichen Athleten vorbehalten ist, zur Feststellung des biologischen Geschlechts durchgeführt werden.

## Geschichte
Geschlechtstests in Form eines „ärztlichen Eignungsscheins“ wurden bereits im Jahr 1946 bei den British Commonwealth Games sowie im selben Jahr bei den Leichtathletik-Europameisterschaften der Frauen durchgeführt. Wie Dennis Krämer in seiner Doktorarbeit Intersexualität im Sport beschreibt, beruhte dieser Test auf einer gynäkologischen Untersuchung der äußeren Geschlechtsorgane, derer sich Frauen im Vorfeld des Turniers unterziehen mussten und die bei einer 'unauffälligen' Erscheinung die Zugehörigkeit zum weiblichen Geschlecht belegten. Geplant waren diese Tests bereits für die Olympischen Spiele 1940, wurden aber aufgrund des Zweiten Weltkriegs und der Aussetzung der Spiele verschoben.
Verpflichtende Geschlechtstests, die im Frauensport systematisch von der Medizinkommission des IAAF und IOC durchgeführt wurden, fanden erstmals bei den Leichtathletik-Europameisterschaften in Budapest 1966 statt. Zu jener Zeit wurden verschiedene Athletinnen der Sowjetunion und aus mehreren Ländern des Ostblocks verdächtigt, Männer zu sein. Der Test bestand aus einer einfachen körperlichen Untersuchung. Die Frauen standen nackt vor einem Ärztegremium und traten vor, um ihre Körper und Genitalien abtasten zu lassen. Es musste eine echte Vagina vorhanden sein, und es durfte kein Penis zu finden sein. Einige Frauen fühlten sich durch die Untersuchung stark herabgesetzt und äußerten dies auch. Ihre Länder protestierten beim Internationalen Olympischen Komitee (IOC).

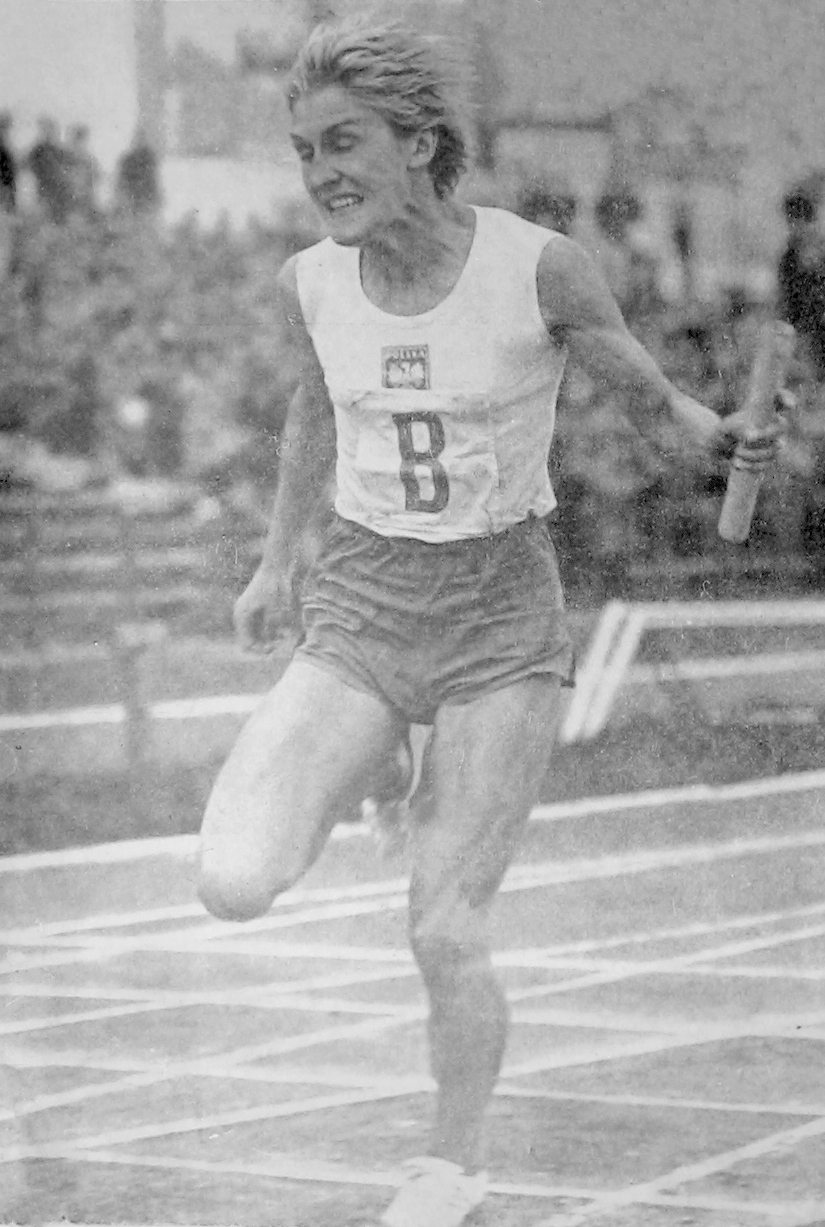
Ewa Kłobukowska, die erste bekannte Sportlerin, die nach mehreren Goldmedaillen und Weltrekorden 1967 wegen eines Chromosomentests disqualifiziert wurde. Abbildung aus Lekka Atletyka, Dezember 1964.

Das IOC reagierte auf die Kritik und ordnete 1967 eine neue, weniger aufdringliche Technik an. Ein Abstrich von der Wangeninnenseite wurde bezüglich der Geschlechtschromosomen getestet. Wurden unter dem Mikroskop zwei X-Chromosomen gefunden, so erhielt die Athletin die Zulassung. Bei einer Abweichung wurde sie verweigert. Das IOC gestand den Athletinnen zu, eine plötzliche Krankheit oder Verletzung vorzugeben und sich still aus dem Sport zurückzuziehen. Erstmals wurden diese Tests für die Olympischen Winterspiele 1968 in Grenoble und die Olympischen Sommerspiele 1968 in Mexiko-Stadt durchgeführt. Andere bedeutende Verbände und Veranstaltungen übernahmen diese Praxis, darunter die International Association of Athletics Federations (IAAF). Somit war eine sportliche Karriere für nicht der chromosomalen Norm entsprechende Athletinnen ausgeschlossen. In der Leichtathletik waren neun im Jahr 1967 gültige Weltrekorde durch intergeschlechtliche Personen aufgestellt worden.
Mitte der 1970er Jahre wurde der inzwischen als unzuverlässig erachtete Barr-Test (Buccal Smear, Sex Chromatin Test, Barr Body), ein Geschlechts-Chromatin-Test, durch eine DNA-Analyse ersetzt.
Ab 1990 wurde die Geschlechtsüberprüfung bei der IAAF hinterfragt und ab 1992 nicht mehr generell angewandt. Sie ist dort nur mehr für einzelne Athletinnen vorgesehen, wenn Fragen zum Geschlecht auftauchen. Andere Organisationen folgten diesem Beispiel. In Norwegen sind solche Tests verboten. Bei den Olympischen Winterspielen 1994 in Lillehammer weigerten sich die Norweger, Geschlechtskontrollen durchzuführen. Das IOC ließ daher Experten aus Frankreich einfliegen. Bei den Olympischen Sommerspielen 1996 in Atlanta wurden 3387 Athletinnen getestet, was einen großen finanziellen Aufwand bedeutete. Bei acht Frauen fiel der erste Test positiv aus, und es wurden weitere Überprüfungen vorgenommen. Bei sieben von diesen wurde eine Androgenresistenz festgestellt, bei vier davon eine partielle und bei dreien eine komplette Androgenresistenz. Bei der achten Athletin war eine Gonadektomie vorgenommen worden, und es wurde ein Defekt der Steroid-5α-Reduktase vermutet. Nach Beratungen wurden ihnen die Geschlechtsverifikationszertifikate ausgestellt, und es wurde allen erlaubt, anzutreten.
Auf der International Olympic Committee (IOC) World Conference on Women and Health wurde 1996 eine Resolution beschlossen, welche ein Einstellen des aktuellen Geschlechtsverifikationsprozesses während der Olympischen Spiele forderte. In der Zeit danach sprachen sich verschiedene Berufsverbände für eine Aufhebung der Geschlechtsüberprüfung aus, darunter die American Medical Association, die American Academy of Pediatrics, das American College of Physicians, das American College of Obstetrics and Gynecology, die Endocrine Society, die Lawson Wilkins Pediatric Endocrine Society und die American Society of Human Genetics. Es wurde damit argumentiert, dass es bei der heutigen Sportbekleidung und durch die Notwendigkeit der Abgabe einer Urinprobe unter Aufsicht für die Dopingkontrollen quasi unmöglich sei, dass ein verkleideter Mann einer Entdeckung entgehe. Darüber hinaus sei die Prozedur der Geschlechtsüberprüfung komplex, teuer und kontraproduktiv. Schließlich verlangte 1999 die Athletenkommission des IOC vom Vorstand einen Teststopp. Der generelle Test wurde daraufhin eingestellt, das Komitee behält sich aber wie die IAAF vor, in Einzelfällen Athletinnen zu überprüfen. Diese Regelung griff erstmals bei den Olympischen Sommerspielen 2000 in Sydney und bei den Olympischen Winterspielen 2002 in Salt Lake City.
Bei der Volleyball-Weltmeisterschaft 2002 in Berlin wurde der vom Fédération Internationale de Volleyball vorgeschriebene Geschlechtstest als Barr-Test bei allen Athletinnen durchgeführt, die noch nicht bei einer Weltmeisterschaft oder bei Olympischen Spielen angetreten waren.
Neue Vorschriften wurden bei den Olympischen Spielen nach 1996 eingeführt, die es transgeschlechtlichen Athleten nach einer geschlechtsangleichenden Operation ermöglichten, an den Olympischen Spielen teilzunehmen. Die Kontroversen um dieses Thema setzten sich in den folgenden Jahren international bis zu den Olympischen Sommerspielen 2008 in Peking fort.
Mit Wirkung zum Mai 2011 regelte die IAAF ihre Richtlinien zum Umgang mit geschlechtsangleichend operierten Sportlern neu. Während ursprünglich weibliche Sportler nach einer Operation ohne Weiteres in Männerwettbewerben antreten können, können von ursprünglich männlichen Sportlerinnen, die nach einer Operation bei Frauenwettbewerben antreten möchten, in einer im Einzelnen geregelten Prozedur Hormontests und daraus folgend Hormonbehandlungen verlangt werden, um eine mögliche Wettbewerbsverzerrung zu vermeiden. Gleichzeitig wurden ähnliche Regeln für den Umgang mit Sportlerinnen eingeführt, die Symptome von Hyperandrogenismus aufweisen.

## Verfahrensanpassung
Am 19. Januar 2018 entschied der Internationale Sportgerichtshof (CAS), dass die umstrittene Regel zum Hyperandrogenismus des Leichtathletikweltverbandes IAAF für weitere sechs Monate ausgesetzt bleibt, und die IAAF bis dahin mitteilen solle, wie der Verband seine Vorschrift umzusetzen gedenkt. Der CAS hatte am 24. Juli 2015 wegen der Klage der indischen Sprinterin Dutee Chand die IAAF-Regelung zum Hyperandrogenismus ausgesetzt und wissenschaftliche Beweise dafür gefordert, dass hyperandrogene Athletinnen einen deutlichen Leistungsvorteil haben. Am 29. September 2017 reichte die IAAF die angeforderten Unterlagen ein, und ein Fristaufschub bis zum 19. Juni 2018 zur Nachbesserung wurde gewährt.
Ende April 2018 gab der IAAF bekannt, dass ab dem 1. November 2018 drei Kriterien für die Zulassung in den Frauenklassen in den Disziplinen von 400 Meter (einschließlich der Hürdenläufe) bis hin zu einer Meile und in kombinierten Wettkämpfen wie Staffeln über diese Distanzen erfüllt werden müssen: Leichtathletinnen, die künftig bei internationalen Wettkämpfen antreten oder einen Weltrekord erzielen wollen, müssen vom Gericht als weiblich oder intergeschlechtlich (oder äquivalent) anerkannt sein, ihren Blut-Testosteron-Spiegel über einen Zeitraum von mindestens sechs Monaten auf unter fünf nmol/L senken (etwa durch Verwendung von hormonellen Kontrazeptiva) und, solange sie an internationalen Wettkämpfen teilnehmen wollen, diesen danach kontinuierlich unter dem Richtwert halten.
Laut IAAF haben die meisten Spitzenathletinnen einen Testosteronspiegel von 0,12 bis 1,79 nmol/L im Blut, bei Männern läge der Wert nach der Pubertät im Bereich von 7,7 bis 29,4 nmol/L. Im Juli 2017 hatte die IAAF eine Studie veröffentlicht, der zufolge Frauen mit hohen Testosteronwerten Vorteile im Bereich von 1,8 bis 4,5 Prozent in den Disziplinen 400-Meter-Lauf, 400-Meter-Hürdenlauf, 800-Meter-Lauf, Hammerwurf und Stabhochsprung haben.
Bei den olympischen Spielen galt analog lange Zeit ein Maximalwert von 10 nmol/L Testosteron im Blut. Im März 2022 wurden diese spezifischen hormonellen Kriterien vom IOC aufgehoben. Jede Sportart kann nun selbstständig Richtlinien für die Kontrolle von Athletinnen festlegen, wobei Diskriminierung vermieden werden soll und ein Ausschluss auf gesicherten wissenschaftlichen Erkenntnissen basieren muss. Der Regelrahmen ist nicht rechtlich bindend.

## Bekannte Einzelfälle
Übersicht
| Jahr | Ort         | Pos. Tests | Frauen insges. gerundet |
| ---- | ----------- | ---------- | ----------------------- |
| 1972 | München     | 3          | 1280                    |
| 1976 | Montreal    | 0          | 1800                    |
| 1984 | Los Angeles | 6          | 2500                    |
| 1992 | Albertville | 15         | >2000                   |
| 1996 | Atlanta     | 8          | 3000                    |

Einzelfälle
- 1932: Stanisława Walasiewicz (Polen), Olympiasiegerin 1932, Olympiazweite 1936, Europameisterin 1938 über 100 Meter, wurde nach ihrem Tod als intergeschlechtlich festgestellt, aber schon früher vermutet.[20][21]
- 1934: Zdeňka Koubková (ČSR), 4. Frauen-Weltspiele, Siegerin über 800 Meter, festgestellt als Pseudo-Hermaphrodit und später disqualifiziert. Ihre Weltrekordzeit wurde erst 1951 unterboten.[22]
- 1936: Dora Ratjen (Deutschland), Olympische Spiele 1936, Vierte im Hochsprung, 1938 disqualifiziert und Platzierung aberkannt.

- 1946 Léa Caurla (Frankreich) gewann bei den Europameisterschaften mehrere Medaillen, und wurde später als intersexuell festgestellt.

- 1949: Lisa Endesfelder (SBZ/DDR), wurde bei den Wettkämpfen der 2. Weltfestspiele der Jugend und Studenten in Budapest nach medizinischer Untersuchung disqualifiziert, sie hatte die Waschräume nur alleine benutzt und war dadurch verdächtig geworden, vorher mehrfache Ostzonenmeisterin 1948 und 1949 im Sprint.[23][22]
- 1950: Foekje Dillema

- 1952: Maria Ivanova/Iwanowa und Maria Nenkova/Nenkowa (Bulgarien), erfolgreiche Landesmeisterinnen über 200 Meter bzw. Kugelstoßen und Diskuswurf, wurden aus weiteren Wettbewerben ausgeschlossen.
- 1956 Mira Tuce (Jugoslawien), vielfache Landesmeisterin in verschiedenen Leichtathletikdisziplinen und neunfache Sportlerin des Jahres, ließ sich zum Mann umoperieren.[24]
- 1964: Ewa Kłobukowska (Polen), Olympische Spiele 1964, Bronzemedaille in 4-mal-100-Meter-Staffel, wurde 1967 als erste bekannte Athletin nach einem angeordneten Geschlechtstest von weiteren internationalen Wettkämpfen ausgeschlossen.
- 1966: Tamara Press und ihre Schwester Irina Press, sowjetische Leichtathletinnen, und Iolanda Balaș, eine rumänische Hochspringerin, traten nach Einführung der Geschlechtstests bei Olympischen Spielen ab 1966 nicht mehr bei Olympischen Spielen an.
- 1967: Im Vorfeld der Olympischen Winterspiele von 1968, für welche erstmals verpflichtende Geschlechtstest vorgeschrieben waren, wurde festgestellt, dass Erik(a) Schinegger männlich ist. Bei weiteren Untersuchungen wurde ein Pseudohermaphroditismus festgestellt.
- 1976: Bei den Tennisdamenwettkämpfen der US-Open wird Renée Richards 1976 nicht zugelassen.
- 1986: María José Martínez-Patiño (* 1961), eine spanische Hürdenläuferin, siegte bei den spanischen nationalen Meisterschaften 1986 im 60-Meter-Hürdenlauf. Der Sieg wurde ihr aberkannt und sie wurde aus dem spanischen Nationalteam ausgeschlossen, als bekannt wurde, dass sie 1985 mit dem Barr-Test als genetisch männlich getestet worden war. Zweieinhalb Jahre später wurde sie rehabilitiert.[25]
- 1992: Bei den Olympischen Spielen 1992 in Barcelona fiel nach Informationen von Johann Olav Koss eine anonym bleibende zweifache Mutter beim Test durch und reiste ohne weitere Überprüfungen ab.[5]
- 1996: Bei den Olympischen Spielen 1996 in Atlanta fielen acht Athletinnen beim Test durch, durften jedoch nach weiteren Überprüfungen und Beratungen an den Spielen teilnehmen. (Siehe Geschichte)
- 2006: Santhi Soundarajan, eine indische Mittelstreckenläuferin, gewann die Silbermedaille beim 800-Meter-Lauf der Frauen bei den Asienspielen 2006 in Doha, Katar. Nach einem Geschlechtstest wurde ihr die Medaille aberkannt.
- 2009: Caster Semenya, eine südafrikanische Mittelstreckenläuferin, gewann bei den Leichtathletik-Weltmeisterschaften 2009 in Berlin die Goldmedaille im 800-Meter-Lauf. Wegen ihres maskulinen Erscheinungsbildes und ihrer tiefen Stimme wurde ein Geschlechtstest angeordnet. Am 6. Juli 2010 gab die IAAF bekannt, dass Semenya wieder bei den Frauen starten darf.